# Предраг
Предраг — це південнослов'янське чоловіче ім'я, походить від пре- («дуже, багато») і драг («дорогий»). Приблизно означає «дуже дорогий». Прізвисько або зменшувальне від цього імені — Педжа (сербохорв. Peđa, англ. Pedja).
- Предраг Данилович, сербський баскетболіст.
- Предраг Джорджевич, сербський футболіст.
- Предраг Манойлович, югославський і сербський актор.
- Предраг Маркович, сербський політик, письменник і історик.
- Предраг Міятович, югославський футболіст.
- Предраг Ніколич, боснійський шахіст, гросмейстер.
- Предраг Остоїч, сербський шахіст, гросмейстер.
- Предраг Оцоколич, сербський футболіст.
- Предраг Пажин, болгарський футболіст.
- Предраг Радованович, югославський футболіст
- Предраг Радославлевич, американський футболіст, футбольний тренер.
- Предраг Райкович, сербський футболіст.
- Предраг Раос, хорватський письменник-фантаст.
- Предраг Стоякович, сербський баскетболіст.
- Предраг Цвітанович, хорватський фізик і вчений.
- Предраг Шустар, хорватський науковець, колишній міністр науки, освіти та спорту Хорватії.